# Лоран Лаффорг
Лоран Лаффорг (фр. Laurent Lafforgue, нар. 6 листопада 1966, Антоні, Франція) — французький математик, лауреат премії Філдса 2002 року.
Народився 6 листопада 1966 року в Антоні, Франція. Двічі срібний призер ММО (1984, 1985).
1986 року вступив до Вищої навчальної школи. У 1994 році отримав докторський ступінь під керівництвом Жерара Ломона в Університеті Париж ХІ, наукова праця стосувалася арифметики та алгебраїчної геометрії. Наразі працює директором з наукових досліджень у CNRS, також призначений постійним професором математики в Інститут вищих наукових досліджень (I.H.E.S.)(Бюр-сюр-Іветт).
У 2002 році на 24-му Міжнародному математичному конгресі в Пекіні він був нагороджений премією Філдса разом із Володимиром Воєводським. Лаффорг зробив значний внесок у доведення гіпотез програми Ленґленда в галузі теорії чисел та аналізу, зокрема довів гіпотези Ленгленда для GLn в полі функцій. Успішне доведення стало результатом наполегливої праці протягом понад 6 років.
Окрім цього, Лоран Лаффорг був нагороджений дослідницькою премією Математичного інституту Клея в 2000 році.
Молодший брат Лаффорга, Венсан, теж є видатним математиком.

## Нагороди та визнання
- 1996:Cours Peccot[fr]
- 1998:Доповідач на Міжнародному конгресі математиків у Берліні
- 2000:Дослідницька нагорода Клея
- 2002:Філдсовська премія

## Доробок
- Chtoucas de Drinfeld et conjecture de Ramanujan-Petersson, Astérisque, Bd. 243, 1997
- Une compactification des champs classifiant les chtoucas de Drinfeld, Journal of the American Mathematical Society, Bd. 11, 1998, S. 1001—1036
- Chtoucas de Drinfeld et correspondance de Langlands, Inventiones Mathematicae, Bd. 147, 2002, S. 1–241
- Chirurgie des Grassmanniennes, CRM Monograph Series 19, American Mathematical Society 2003